# Heinrich II. von Laach

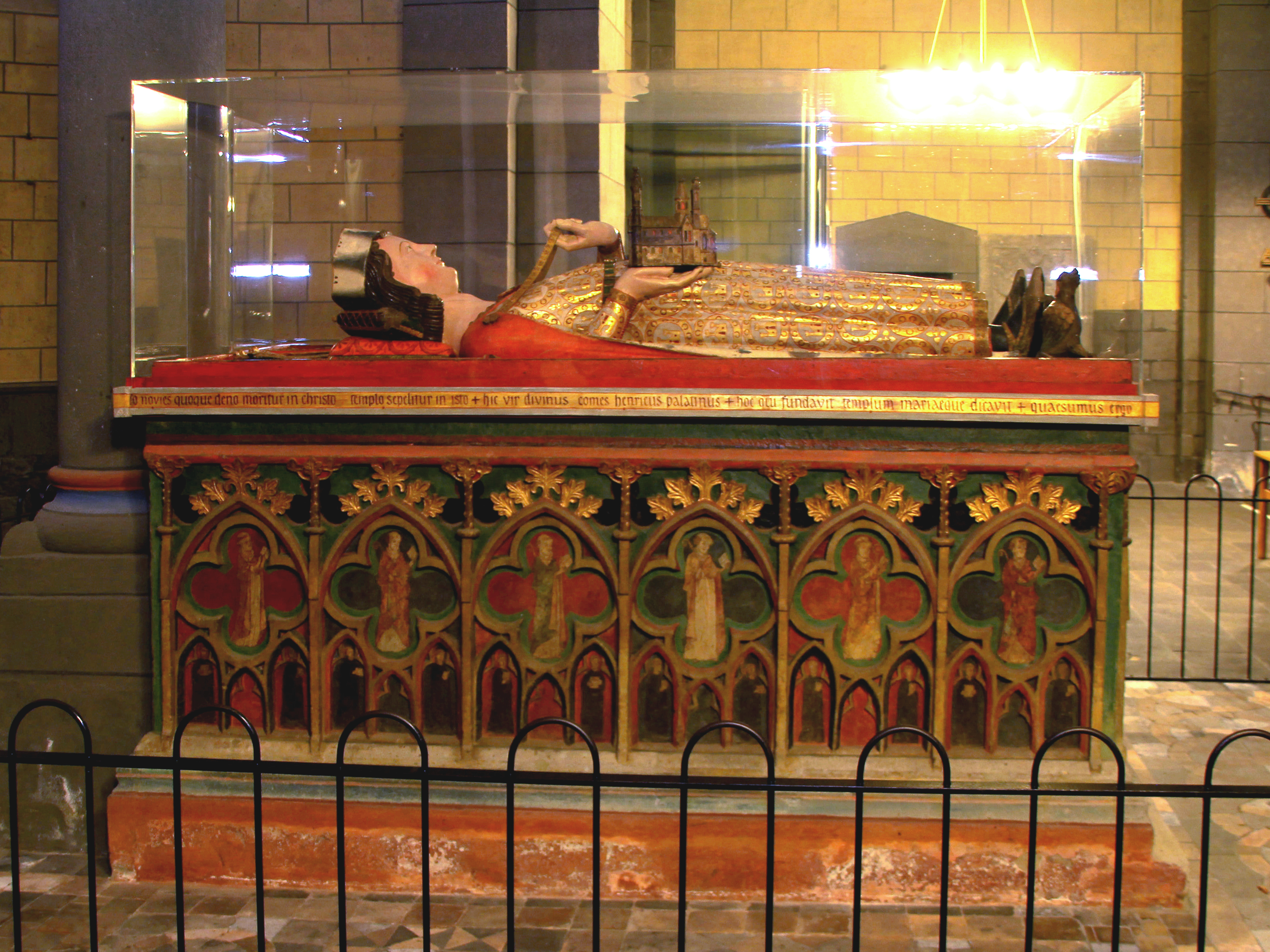
Grabmal des Pfalzgrafen Heinrichs II. von Laach in der Abtei Maria Laach

Heinrich II. von Laach (* um 1050; † 23. Oktober 1095 auf Burg Laach), aus dem Hause Gleiberg-Luxemburg, war von 1085 oder spätestens von 1087 bis zu seinem Tode erster Pfalzgraf bei Rhein. Er war mit Adelheid von Weimar-Orlamünde (* um 1055, † 28. März 1100) verheiratet. Neben der Burg Laach stifteten sie 1093 die Abtei Maria Laach.

## Abstammung
Die genaue Herkunft von Heinrich ist nicht geklärt. Mit großer Wahrscheinlichkeit gehörte er zur Familie der älteren Grafen von Luxemburg (Wigeriche). Heinrich war vielleicht ein Enkel des Grafen Friedrich im Moselgau und ein Großneffe der Kaiserin Kunigunde. Heinrichs Vater Dietrich soll der fünfte von sechs Söhnen Friedrichs gewesen sein, und ist, im Gegensatz zu seinen weitaus bekannteren älteren Brüdern, nur 1012 und 1057 bezeugt. Möglicherweise erbte Heinrich von ihm das südliche Gebiet am Laacher See, an dessen Ostufer er seine Burg Laach errichten ließ, nach der er sich als einziger „von Laach“ nannte. Als Vater Heinrichs von Laach wird in der Literatur alternativ aber auch Dietrichs Bruder Hermann I. von Gleiberg vermutet.
Heinrich war Graf im Mayengau und Engersgau. Er stand (wie andere Luxemburger außer Gegenkönig Hermann von Salm) auf der Seite von König Heinrich IV. in dessen Auseinandersetzungen mit den aufständischen Fürsten um den Gegenkönig Rudolf von Rheinfelden und kämpfte auf der Seite Heinrichs IV. in der entscheidenden Schlacht bei Hohenmölsen im Jahre 1080. Ebenso unterstützte er den Kaiser danach gegen den neuen Gegenkönig Hermann von Salm.

## Pfalzgraf
Nach dem Tode des letzten Ezzonen, Pfalzgraf Hermann II. von Lothringen, im Jahre 1085 heiratete Heinrich dessen Witwe Adelheid († 1100), die ihm die Pfalzgrafschaft als Mitgift in die Ehe brachte und die ihm Kaiser Heinrich IV. als Lohn für seine Loyalität bestätigte. Damit begann die Verschiebung der Pfalzgrafschaft Lothringen nach Süden, und es war Heinrich, der sich als erster „Pfalzgraf bei Rhein“ nannte. 1090 amtierte er als Reichsverweser für den in Italien weilenden Kaiser.

## Nachfolger
Adelheid war in erster Ehe mit dem Askanier Adalbert II. (Ballenstedt) verheiratet gewesen. Heinrich adoptierte ihren Sohn aus dieser Ehe, Siegfried von Ballenstedt, der nach dem Tod Heinrichs 1095 sein Nachfolger als Pfalzgraf bei Rhein wurde.

## Stiftung von Kloster Laach
Im Jahre 1093 begründeten Heinrich und Adelheid am Südwestufer des Laacher Sees in der Eifel gegenüber seiner Burg Laach die „Abtei Laach“ als „Abbatia ad Lacum“ („Abtei am See“), die erst 1863 von den Jesuiten in Maria Laach umbenannt wurde. In einigen Quellen aus früheren Jahrhunderten taucht auch der Name „St. Maria ad Lacum“ auf. Heinrich gelobte:

„Im Namen der heiligen und ungeteilten Dreifaltigkeit. Ich, Heinrich, von Gottes Gnaden Pfalzgraf bei Rhein und Herr von Laach, zur sicheren Befriedung der Demütigen im Geiste tun wir allen Christus und Getreuen, Künftigen, wie Gegenwärtigen, kund: 
Da ich kinderlos bin, habe ich unter Zustimmung und Mitwirkung meiner Gemahlin Adelheid zum Heil meiner Seele und zur Erlangung des ewigen Lebens auf meinem väterlichen Erbe, nämlich in Laach, zu Ehren der heiligen Gottesmutter Maria und des heiligen Nikolaus ein Kloster gegründet als Wohnsitz für solche, die die Mönchsregel befolgen. In Gegenwart und unter der Zeugenschaft des Herrn Heilbert, des verehrungswürdigen Erzbischofs von Trier, habe ich diesem aus eigenen Gütern eine Mitgift bereitet [...]“

Damit erhielt das künftige Kloster ein Doppelpatrozinium. Die ersten Mönche und Bauhandwerker kamen aus dem Kloster St. Maximin bei Trier auf Betreiben des Trierer Erzbischofs Engelbert von Rothenburg, der bei der Grundsteinlegung zugegen war und das Vorhaben wohlwollend unterstützte. Sein Name ist in der Stiftungsurkunde festgehalten.

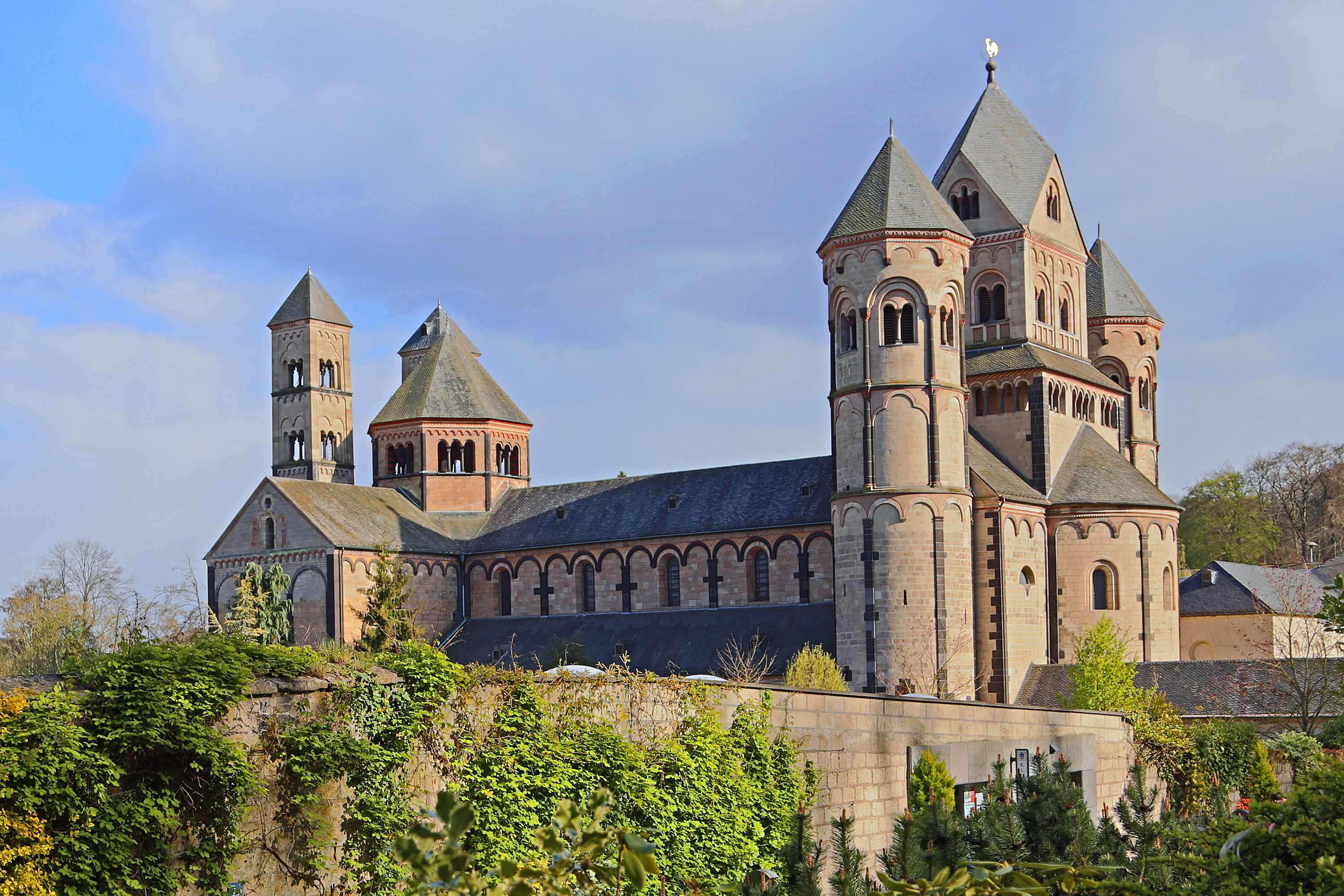
Abteikirche Maria Laach

Die Bauarbeiten wurden nach dem Tod Heinrichs 1095 wahrscheinlich von seiner Witwe Adelheid weitergeführt und fanden erst nach ihrem Tod im Jahre 1100 in Echternach zunächst eine Unterbrechung. Die Fundamente für Krypta, Langhaus, Vierungsturm und Ostwerk waren angelegt, das Mauerwerk war teilweise mehr als drei Meter aufgeführt. Erst 1112 erneuerte Heinrichs Stiefsohn und Erbe, Pfalzgraf Siegfried, die Stiftung und ließ die Bauarbeiten wieder aufnehmen. 1127 wurde Giselbert von Affligem aus der Abtei Affligem in Brabant als Prior nach Laach berufen, das zunächst von Affligem abhängiges Priorat war. 1138 wurde er erster Abt der dann unabhängigen Abtei Laach († 1152 in Laach und dort begraben).